# Camille Bravard
Camille Bravard (31 de octubre de 2001) es una deportista francesa que compite en natación sincronizada. Ganó dos medallas de bronce en el Campeonato Europeo de Natación de 2022.

## Palmarés internacional
| Campeonato Europeo | Campeonato Europeo | Campeonato Europeo | Campeonato Europeo |
| Año                | Lugar              | Medalla            | Prueba             |
| ------------------ | ------------------ | ------------------ | ------------------ |
| 2022               | Roma (Italia)      | Medalla de bronce  | Equipo libre       |
| 2022               | Roma (Italia)      | Medalla de bronce  | Rutina especial    |